# Степанов, Юрий Германович
Ю́рий Ге́рманович Степа́нов (род. 9 января 1958 года, СССР) — российский футбольный функционер. Известен в первую очередь работой в футбольном клубе «Томь» в качестве генерального директора.

## Образование
В 1979 году окончил Новосибирское высшее военно-политическое общевойсковое училище (НВВПОУ).

## Вехи карьеры
1975—1992 — служба в ВС СССР в должностях заместителя командира роты, заместителя командира батальона по политической части.
1990—1992 — слушатель ВПА им. Ленина.
1992—2012 — работа в футбольном клубе «Томь» (1992—1995 год — администратор, 1996—1998 год — заместитель директора, 1998—2012 — генеральный директор).
2013—2014 — работа в Российской футбольной Премьер-Лиге (делегат матчей).
С 2014 — генеральный директор футбольного клуба «Тамбов».

## Семья
- Отец — Герман Николаевич Степанов, топограф, умер в 1980 г.
- Мать — Фрида Ефимовна Степанова, врач-окулист, в настоящее время пенсионерка.
  - Сестра — Наталья Германовна Окорокова, учительница английского языка.
  - Супруга — Татьяна Геннадьевна Степанова, предприниматель.
    - Дети — дочь Ксения, рекламный менеджер; сын Данила.

## Награды
- Медаль «За безупречную службу» в ВС СССР
- Медаль «За отличие в воинской службе» I степени (1990)
- Медаль ордена «За заслуги перед Отечеством» II степени (2006)
- Орден Петра Великого II степени (2008)